# Doolow
Doolow (somaleză Dooloow) este un oraș din Gedo, Somalia.